# Street League Skateboarding
Street League Skateboarding (SLS) es una liga compuesta por una serie de torneos internacionales de skateboarding. La liga cuenta con 25 skaters callejeros profesionales que compiten por el premio monetario más grande en la historia del skateboarding.  La liga fue fundada por el skater profesional y empresario Rob Dyrdek .
La empresa Thrill One Sports actualmente posee Street League Skateboarding, con la marca SLS junto a Nitro Circus, Superjacket Productions y Nitro Rallycross .
California Skateparks diseña y construye las pistas de SLS.

## Historia
La idea de SLS surgió por primera vez cuando Rob Dyrdek no estaba satisfecho con el estado de las competiciones profesionales de skate callejero. Dyrdek procedió a desarrollar el concepto SLS para mejorar las fallas que identificó, en 2010 citó: "Mi sueño ha sido crear una gira profesional que disminuya la brecha entre el verdadero skate callejero y el patinaje de competición, que hasta la fecha ha sido fragmentado y equivocado. Street League es más que una nueva serie de concursos; redefinirá la forma en que se realizan las competencias de skate".
El año inaugural de SLS contó con una gira de cuatro paradas en diferentes estadios en donde comenzó en el Jobing.com Arena en Glendale, Arizona, el 28 de agosto de 2010. Los otros lugares para la gira inaugural fueron el Citizens Business Bank Arena en Ontario, California, el 11 de septiembre de 2010, y el Thomas & Mack Center en Las Vegas, Nevada, el 25 de septiembre de 2010.
El Campeón Mundial Super Crown 2011 fue Sean Malto, quien derrotó el dominio competitivo de Nyjah Huston logrando su primera victoria en la Street League y el primer premio de 200.000 dólares estadounidenses. Huston ganó el premio Champion de 200.000 dólares estadounidenses en 2012, además de un reloj de campeonato y un juego de anillos de Nixon Watches, y un vehículo Chevy Sonic .
En mayo de 2013, la compañía de cámaras GoPro fue anunciada como patrocinadora oficial de cámaras de la gira internacional SLS de 2013. GoPro, que patrocina a los concursantes de SLS Ryan Sheckler y Malto, las utilizó para presentar las transmisiones de los eventos nacionales estadounidenses, incluidas vistas previas de los cursos y momentos destacados del impacto en tiempo real. Hasta el 19 de mayo de 2013, Houston había ganado más premios en metálico que cualquier otro patinador en la historia.
El campeón mundial Super Crown de 2013, Chris Cole, también obtuvo la primera victoria de su carrera en SLS a principios de 2013 en la Street League en la parada de los X Games en Múnich, Alemania. En el campeonato, Cole ganó US $ 200,000 por su victoria, junto con el reloj y el anillo personalizados del campeonato de Nixon. Houston y Luan Oliveira quedaron segundo y tercero respectivamente. Paul Rodríguez ganó su segunda parada de SLS en Portland, Oregón, en julio de 2013.
En marzo de 2014, SLS firmó un contrato de transmisión con Fox Sports 1 .
En 2018, SLS anunció una asociación con World Skate, en virtud de la cual se convirtió en la serie oficial de la gira mundial y el campeonato mundial del organismo hasta 2020. El SLS World Tour también se convirtió en la principal ruta de clasificación para el skateboarding en los Juegos Olímpicos de Verano de 2020. La medida fue criticada por Tim McFerran, presidente del World Skateboarding Grand Prix (que había estado intentando negociar con su propio organismo, la Federación Mundial de Skateboarding, como organismo sancionador del skateboarding olímpico), citando la naturaleza de invitación de los eventos y preocupaciones que tendrían casi un monopolio sobre el skate profesional y los atletas que compiten en los Juegos Olímpicos.
En mayo de 2019, se anunció que la liga se eliminaría de los Juegos Panamericanos de 2019.Panam Sports comentó que la decisión de SLS y World Skate de programar un evento del World Tour en conflicto directo con el calendario de los Juegos, y no tener los Juegos Panamericanos, generaba un evento clasificatorio para los Juegos Olímpicos. Panam Sports argumentó que estas decisiones menoscabaron la calidad de la cancha y demostraron una "falta de respeto" por parte de las entidades.

## Visión de conjunto
Los concursantes de SLS acumulan puntos en cada parada previa al campeonato y solo los ocho mejores concursantes compiten en el evento del campeonato. La final de cada evento cuenta con ocho finalistas en eliminatorias de 90 minutos.
La bolsa de premios SLS es la más grande en la historia del skateboarding profesional competitivo, y tuvo un valor de US $ 1,6 millones en 2011.

## SLSF y SLSCSP
En 2013, se creó la Fundación Street League Skateboarding (SLSF) con el objetivo de aumentar la participación mundial en el skateboarding. La Fundación ayuda a los municipios y organizaciones sin fines de lucro con el diseño, desarrollo y construcción de parques de Skates, así como con la creación de programas comunitarios y educativos que promuevan el skateboarding.
Una extensión de SLS, "Street League Skateboarding Certified Skate Parks" (SLSCSP) construyó tres plazas en 2013. Las plazas eventualmente se convertirán en los lugares para los concursos de clasificación televisados y aficionados de SLS. Las ubicaciones incluyen Erie, Colorado ; el Kennesaw Skatepark en Kennesaw, Georgia; y la ciudad de Lake Havasu, Arizona .

## Gira mundial SLS 2021

### Street league Skateboarding, Men's: Jacksonville, FL, USA
13 y 14 de noviembre de 2021.
| Rango | Patinador       | Puntaje |
| ----- | --------------- | ------- |
| 1.º   | Jagger Eaton    | 27.5    |
| 2.º   | Lucas Rabelo    | 27.3    |
| 3.º   | Gustavo Ribeiro | 26.3    |
| 4.º   | Nyjah Huston    | 26.2    |
| 5.º   | Kelvin Hoefler  | 24.7    |
| 6.º   | Shane O'Neill   | 17.5    |
| 7.º   | Felipe Gustavo  | 13.3    |
| 8     | Alex Midler     | 13.1    |

### Street league Skateboarding, Women's: Jacksonville, FL, USA
13 y 14 de noviembre de 2021.
| Rango | Patinador         | Puntaje |
| ----- | ----------------- | ------- |
| 1.º   | Pamela Rosa       | 21.8    |
| 2.º   | Rayssa Leal       | 19.2    |
| 3.º   | Momiji Nishiya    | 19.1    |
| 4.º   | Samarria Brevard  | 18.6    |
| 5.º   | Roos Zwetsloot    | 16.4    |
| 6.º   | Candy Jacobs      | 14.4    |
| 7.º   | Funa Nakayama     | 14      |
| 8     | Keet Oldenbeuving | 13.4    |

### Street league Skateboarding, Men's: Lake Havasu, AZ, USA
29 y 30 de octubre de 2021.
| Rango | Patinador      | Puntaje |
| ----- | -------------- | ------- |
| 1.º   | Nyjah Huston   | 27.3    |
| 2.º   | Dashawn Jordan | 26,8    |
| 3.º   | Felipe Gustavo | 26.3    |
| 4.º   | Jagger Eaton   | 25.3    |
| 5.º   | Micky Papa     | 24.0    |
| 6.º   | Alex Midler    | 23.7    |
| 7.º   | Lucas Rabelo   | 23.6    |
| 8     | Chris Joslin   | 4.5     |

### Street league Skateboarding, women's: Lake Havasu, AZ, USA
29 y 30 de octubre de 2021.
| Rango | Patinador         | Puntaje |
| ----- | ----------------- | ------- |
| 1.º   | Rayssa Leal       | 19.2    |
| 2.º   | Momiji Nishiya    | 18.5    |
| 3.º   | Funa Nakayama     | 16.1    |
| 4.º   | Pamela Rosa       | 16.1    |
| 5.º   | Roos Zwetsloot    | 13.6    |
| 6.º   | Gabriela Mazetto  | 13.0    |
| 7.º   | Mariah Duran      | 12.0    |
| 8     | Keet Oldenbeuving | 8.2     |

### Street league world championships, Women's: Salt Lake city, USA.
28 de agosto de 2021.
| Rango | Patinador         |
| ----- | ----------------- |
| 1.º   | Rayssa Leal       |
| 2.º   | Funa Nakayama     |
| 3.º   | Roos Zwetsloot    |
| 4.º   | Pamela Rosa       |
| 5.º   | Keet Oldenbeuving |
| 6.º   | Mariah Duran      |
| 7.º   | Momiji Nishiya    |
| 8     | Candy Jacobs      |

### Street league Men's: Salt Lake city, USA.
28 de agosto de 2021
| Rango | Patinador       |
| ----- | --------------- |
| 1.º   | Gustavo Ribeiro |
| 2.º   | Nyjah Huston    |
| 3.º   | Alex Midler     |
| 4.º   | Kelvin Hoefler  |
| 5.º   | Felipe Gustavo  |
| 6.º   | Jamie Foy       |
| 7.º   | Filipe Mota     |
| 8     | Chris Joslin    |

### Street league unsanctioned 2
26 de abril de 2021.
| Rango | Patinador       |
| ----- | --------------- |
| 1.º   | Ishod Wair      |
| 2.º   | Chris Joslin    |
| 3.º   | Milton Martinez |
| 4.º   | Elijah Berle    |
| 5.º   | Tom Asta        |
| 6.º   | Dashawn Jordan  |
| 7.º   | Louie Lopez     |
| 8     | Aurélien Giraud |
| 9     | Taylor Kirby    |
| 10    | Mason Silva     |

## Gira mundial SLS 2020

### Street league no autorizada
28 de diciembre de 2020.
| Rango | Patinador       |
| ----- | --------------- |
| 1.º   | Jordan          |
| 2.º   | Jjamie Foy      |
| 3.º   | Manny Santiago  |
| 4.º   | Felipe Gustavo  |
| 5.º   | Torey Pudwill   |
| 6.º   | Carlos Ribeiro  |
| 7.º   | Matt Berger     |
| 8     | Pablo Rodríguez |
| 9     | Kelvin Höfler   |
| 10    | Ishod Wair      |

## 2019 SLS World Tour

### Street league world championships, Men's: Sao Paulo, Brazil
19-22 de septiembre de 2019.
| Rango | Patinador          |
| ----- | ------------------ |
| 1.º   | Nyjah Huston       |
| 2.º   | Yuto Horigome      |
| 3.º   | Gustavo Ribeiro    |
| 4.º   | Kelvin Höfler      |
| 5.º   | Jamie Foy          |
| 6.º   | Yukito Aoki        |
| 7.º   | Ángel Caro Narváez |
| 8     | Dashawn Jordan     |

### Street league world championships, Women's: Sao Paulo, Brazil
19-22 de septiembre de 2019.
| Rango | Patinador      |
| ----- | -------------- |
| 1.º   | Pamela Rosa    |
| 2.º   | Rayssa Leal    |
| 3.º   | Aori Nishimura |
| 4.º   | Candy Jacobs   |
| 5.º   | Mariah Duran   |
| 6.º   | Gabi Mazetto   |
| 7.º   | Alexis Sablone |
| 8     | Yumeka Oda     |

### World Skate Street league Pro tour, Men's: Los Angeles, USA
24-29 de julio de 2019.
| Rango | Patinador       |
| ----- | --------------- |
| 1.º   | Rimberto Coria  |
| 2.º   | Maurio McCoy    |
| 3.º   | Vincent Milou   |
| 4.º   | Giovanni Vianna |
| 5.º   | Carlos Ribeiro  |
| 6.º   | Sora Shirai     |
| 7.º   | Kelvin Hoefler  |
| 8     | Nyjah Huston    |

### World skate Street league pro tour, Women's: Los Angeles, USA
24-29 de julio de 2019.
| Rango | Patinador       |
| ----- | --------------- |
| 1.º   | Rayssa Leal     |
| 2.º   | Pamela Rosa     |
| 3.º   | Alana Smith     |
| 4.º   | Aori Nishimura  |
| 5.º   | Margielyn Didal |
| 6.º   | Letícia Bufoni  |
| 7.º   | Alexis Sablone  |
| 8     | Yumeka Oda      |

### Street league World skate, Men's: London, UK
25 y 26 de mayo de 2019.
| Puesto | Patinador       |
| ------ | --------------- |
| 1°     | Nyjah Huston    |
| 2°     | Gustavo Ribeiro |
| 3°     | Shane O'Neill   |
| 4°     | Kelvin Hoefler  |
| 5°     | Manny Santiago  |
| 6°     | Matt Berger     |
| 7°     | Sora Shirai     |
| 9°     | Louie Lopez     |

### Street league World Skate, Women's: London, UK
25 y 26 de mayo de 2019.
| Rango | Patinador      |
| ----- | -------------- |
| 1.º   | Pamela Rosa    |
| 2.º   | Hayley Wilson  |
| 3.º   | Rayssa Leal    |
| 4.º   | Leticia Bufoni |
| 5.º   | Aori Nishimura |
| 6.º   | Funa Nakayama  |
| 7.º   | Dulces Jacobs  |
| 8     | Alexis Sablón  |

### Street league World Championships, Men's: Rio de Janeiro, Brazil
10-12 de enero de 2019.
| Rango | Patinador       |
| ----- | --------------- |
| 1.º   | Nyjah Huston    |
| 2.º   | Kelvin Höfler   |
| 3.º   | Felipe Gustavo  |
| 4.º   | Aurelien Giraud |
| 5.º   | Marca Suciu     |
| 6.º   | Iván Monteiro   |
| 7.º   | Chris Joslin    |
| 8     | Yuto Horigome   |

### Street league World Championships, Women's: Rio de Janeiro, Brazil
10-12 de enero de 2019.
| Rango | Patinador             |
| ----- | --------------------- |
| 1.º   | Aori Nishimura        |
| 2.º   | Lleticia Bufoni       |
| 3.º   | Leo Panadero          |
| 4.º   | María Duran           |
| 5.º   | Virginia Fortes Aguas |
| 6.º   | Pamela Rosa           |
| 7.º   | Karen Feitosa         |
| 8     | Alexis Sablón         |

## Gira mundial SLS 2018

### Street league pro open, masculino: Huntington Beach, EE. UU.
16 de diciembre de 2018.
| Rango | Patinador     |
| ----- | ------------- |
| 1.º   | Yuto Horigome |
| 2.º   | Jordan        |
| 3.º   | Kelvin Höfler |
| 4.º   | Marca Suciu   |
| 5.º   | Chris Joslin  |
| 6.º   | Vicente Milú  |
| 7.º   | Nyjah Huston  |
| 8     | Shane O'Neill |

### Street league pro open, masculino: Los Ángeles, EE. UU.
7 de julio de 2018.
| Rango | Patinador      |
| ----- | -------------- |
| 1.º   | Yuto Horigome  |
| 2.º   | Chris Joslin   |
| 3.º   | Kevin Hofeler  |
| 4.º   | Nyjah Huston   |
| 5.º   | Manny Santiago |
| 6.º   | Tommy Fynn     |
| 7.º   | Felipe Gustavo |
| 8     | Sion Wright    |

### Street league pro open, Hombres: Londres, Reino Unido
26-28 de mayo de 2018.
| Rango | Patinador       |
| ----- | --------------- |
| 1.º   | Yuto Horigome   |
| 2.º   | Vicente Milú    |
| 3.º   | Kevin Hofeler   |
| 4.º   | Tiago Lemos     |
| 5.º   | Trent McClung   |
| 6.º   | Iván Monteiro   |
| 7.º   | Gustavo Ribeiro |
| 8     | Felipe Gustavo  |

### Street league pro open, Mujeres: Londres, Reino Unido
27 de mayo de 2018
| Rango | Patinador        |
| ----- | ---------------- |
| 1.º   | Jenn Soto        |
| 2.º   | Leo Panadero     |
| 3.º   | María Duran      |
| 4.º   | Pamela Rosa      |
| 5.º   | Dulces Jacobs    |
| 6.º   | Alexis Sablón    |
| 7.º   | Samarria Brevard |
| 8     | Margielyn Didal  |

## Tour mundial SLS Nike SB 2017

### SLS Nike SB Pro Open: Barcelona, España
20 y 21 de mayo de 2017.
| Rango | Patinador      | Puntaje |
| ----- | -------------- | ------- |
| 1.º   | Nyjah Huston   | 35,0    |
| 2.º   | Shane O'Neill  | 34.7    |
| 3.º   | Kelvin Höfler  | 31.6    |
| 4.º   | Torey Pudwill  | 30,9    |
| 5.º   | Tiago Lemos    | 25,5    |
| 6.º   | Carlos Ribeiro | 18.9    |
| 7.º   | Luan Oliveira  | 17.8    |
| 8     | Tommy Fynn     | 17.5    |

### SLS Nike SB World Tour Primera parada: Múnich, Alemania
24 de junio de 2017.
| Rango | Patinador      | Puntaje |
| ----- | -------------- | ------- |
| 1.º   | Nyjah Huston   | 36.1    |
| 2.º   | Yuto Horigome  | 35.5    |
| 3.º   | Carlos Ribeiro | 34.2    |
| 4.º   | Chris Joslin   | 33,9    |
| 5.º   | Kelvin Höfler  | 32,9    |
| 6.º   | Miles Silvas   | 32.1    |
| 7.º   | Jordan         | 31.4    |
| 8     | Torey Pudwill  | 19.5    |

### Segunda parada del SLS Nike SB World Tour: Chicago, Illinois
13 de agosto de 2017.
| Rango | Patinador     | Puntaje |
| ----- | ------------- | ------- |
| 1.º   | Jordan        | 33.8    |
| 2.º   | Torey Pudwill | 33.3    |
| 3.º   | Shane O'Neill | 33.0    |
| 4.º   | Nyjah Huston  | 32.7    |
| 5.º   | Tiago Lemos   | 26,8    |
| 6.º   | Tommy Fynn    | 24.3    |
| 7.º   | Ishod Wair    | 18.8    |
| 8     | Sean Malto    | 7.2     |

## Tour mundial SLS Nike SB 2016

### SLS Nike SB Pro Open: Barcelona, España
21 y 22 de mayo de 2016.
| Rango | Patinador      | Puntaje |
| ----- | -------------- | ------- |
| 1.º   | Shane O'Neill  | 34.8    |
| 2.º   | Nyjah Huston   | 34.7    |
| 3.º   | Cody McEntire  | 31.8    |
| 4.º   | Paul Rodríguez | 31.0    |
| 5.º   | Luan Olivera   | 29,9    |
| 6.º   | Ryan Decenzo   | 28,9    |
| 7.º   | Chaz Ortiz     | 28.4    |
| 8     | Chris Joslin   | 22.2    |

### SLS Nike SB World Tour Primera parada: Múnich, Alemania
2 de julio de 2016.
| Rango | Patinador      | Puntaje |
| ----- | -------------- | ------- |
| 1.º   | Paul Rodríguez | 34,0    |
| 2.º   | Luan Oliveira  | 32.7    |
| 3.º   | Nyjah Huston   | 32.1    |
| 4.º   | Tom Asta       | 30.4    |
| 5.º   | Tiago Lemos    | 27.2    |
| 6.º   | Shane O'Neill  | 24,9    |
| 7.º   | Carlos Ribeiro | 22.7    |
| 8     | ryan decenzo   | 21.1    |

### SLS Nike SB World Tour Parada dos: Newark, Nueva Jersey
28 de agosto de 2016.
| Rango | Patinador      | Puntaje |
| ----- | -------------- | ------- |
| 1.º   | Nyjah Huston   | 36,0    |
| 2.º   | Chris Joslin   | 34.1    |
| 3.º   | Tommy Fynn     | 30.1    |
| 4.º   | Luan Oliveira  | 29,9    |
| 5.º   | Carlos Ribeiro | 29,0    |
| 6.º   | Chris Cole     | 24.3    |
| 7.º   | Evan Smith     | 17.3    |
| 8     | Paul Rodríguez | 14.5    |

### Campeonato Mundial SLS Nike SB Super Crown: Los Ángeles, California
2 de octubre de 2016.
| Rango | Patinador       | Puntaje |
| ----- | --------------- | ------- |
| 1.º   | Shane O'Neill   | 36.4    |
| 2.º   | Nyjah Huston    | 34.6    |
| 3.º   | Cody McEntire   | 34.4    |
| 4.º   | Luan Oliveira   | 33.5    |
| 5.º   | Pablo Rodríguez | 31,9    |
| 6.º   | Tom Asta        | 31.4    |
| 7.º   | Chris Joslin    | 27.7    |
| 8     | Ryan Decenzo    | 19.1    |

## Tour mundial SLS Nike SB 2015

### SLS Nike SB Pro Open: Barcelona, España
16 y 17 de mayo de 2015.
| Rango | Patinador      | Correr | El mejor truco | Puntaje |
| ----- | -------------- | ------ | -------------- | ------- |
| 1.º   | Nyjah Huston   | 8.5    | 17.1           | 34.2    |
| 2.º   | Paul Rodríguez | 7.9    | 25,9           | 33.8    |
| 3.º   | Evan Smith     | 7.4    | 25,0           | 32.4    |
| 4.º   | Chaz Ortiz     | 8.3    | 24.0           | 32.3    |
| 5.º   | Tom Asta       | 7.2    | 24.5           | 31.7    |
| 6.º   | Manny Santiago | 0.0    | 31.6           | 31.6    |
| 7.º   | Shane O'Neill  | 12.5   | 18.0           | 30.5    |
| 8     | Chris Cole     | 13.7   | 14.4           | 28.1    |

### SLS Nike SB World Tour Primera parada: Los Ángeles, CA
11 de julio de 2015.
| Rango | Patinador     | Correr | El mejor truco | Puntaje |
| ----- | ------------- | ------ | -------------- | ------- |
| 1.º   | Luan Oliveira | 17.1   | 17.1           | 34.2    |
| 2.º   | Nyjah Huston  | 8.4    | 25.6           | 34,0    |
| 3.º   | Chaz Ortiz    | 17.1   | 16.0           | 33.1    |
| 4.º   | Cody McEntire | 15.1   | 16.0           | 31.1    |
| 5.º   | Chris Cole    | 14.6   | 15.7           | 30.3    |
| 6.º   | Kelvin Höfler | 12.5   | 26.5           | 29,0    |
| 7.º   | Ryan Decenzo  | 12.4   | 15.9           | 28.3    |
| 8     | Evan Smith    | 13.7   | 7.8            | 21.5    |

### Segunda parada del SLS Nike SB World Tour: Newark, Nueva Jersey
23 de agosto de 2015.
| Rango | Patinador       | Correr | El mejor truco | Puntaje |
| ----- | --------------- | ------ | -------------- | ------- |
| 1.º   | Luan Oliveira   | 18.0   | 18.5           | 36.5    |
| 2.º   | Nyjah Huston    | 17.9   | 17.8           | 35.7    |
| 3.º   | Kelvin Höfler   | 8.6    | 26,9           | 35.5    |
| 4.º   | Ryan Decenzo    | 5.3    | 25.8           | 31.1    |
| 5.º   | Chaz Ortiz      | 12.4   | 17.1           | 29.5    |
| 6.º   | Matt Berger     | 5.8    | 21.8           | 27.6    |
| 7.º   | Shane O'Neill   | 17.2   | 8.3            | 25.5    |
| 8     | Pablo Rodríguez | 7.5    | 8.2            | 15.7    |

### Campeonato Mundial SLS Nike SB Super Crown: Chicago, Illinois
4 de octubre de 2015.
| Rango | Patinador      | Correr | El mejor truco | Puntaje |
| ----- | -------------- | ------ | -------------- | ------- |
| 1.º   | Kelvin Höfler  | 12.5   | 35.8           | 35.8    |
| 2.º   | Nyjah Huston   | 16.8   | 27.1           | 35.7    |
| 3.º   | Luan Oliveira  | 16.1   | 18.0           | 34.1    |
| 4.º   | Chaz Ortiz     | 16.0   | 24.7           | 33.3    |
| 5.º   | Shane O'Neill  | 15.1   | 17.4           | 32.5    |
| 6.º   | Chris Cole     | 14.6   | 16.5           | 31.1    |
| 7.º   | Cody McEntire  | 15.3   | 15.4           | 30.7    |
| 8     | Paul Rodríguez | 12.9   | 0.0            | 12.9    |

| Rango | Patinador        | Correr | El mejor truco | Puntaje |
| ----- | ---------------- | ------ | -------------- | ------- |
| 1.º   | Leticia Bufoni   | 10.2   | 11.2           | 22.8    |
| 2.º   | Vanessa Torres   | 7.3    | 13.1           | 20.4    |
| 3.º   | Alana Smith      | 7.3    | 9.2            | 16.4    |
| 4.º   | Leo de Panadero  | 14.0   | 0              | 14.0    |
| 5.º   | Pamela Rosa      | 6.8    | 6.5            | 13.3    |
| 6.º   | Marisa dal Santo | 7.6    | 4.7            | 12.3    |
| 7.º   | Samarria Brevard | 3.5    | 6.2            | 9.7     |
| 8     | Alexis Sablón    | 2.6    | 6.3            | 8.9     |

## Tour mundial SLS Nike SB 2014

### SLS Monster Energy Pro Open: Los Ángeles, California
17 y 18 de mayo de 2014.
| Rango | Patinador      | Flujo | Control | Impacto | Puntaje |
| ----- | -------------- | ----- | ------- | ------- | ------- |
| 1.º   | Nyjah Huston   | 8.9   | 36.3    | 9.4     | 54.6    |
| 2.º   | Ishod Wair     | 9.2   | 34.5    | 8.3     | 52.0    |
| 3.º   | Paul Rodríguez | 8.9   | 32,9    | 9.3     | 51.1    |
| 4.º   | Shane O'Neill  | 8.2   | 33.7    | 9.1     | 51.0    |
| 5.º   | Torey Pudwill  | 7.3   | 33.6    | 8.9     | 49.8    |
| 6.º   | Luan Oliveira  | 7.3   | 17.8    | 8.0     | 33.1    |
| 7.º   | Chris Cole     | 7.6   | -       | 7.4     | 15.0    |
| 8     | Matt Berger    | 3.4   | -       | -       | 3.4     |

### SLS Nike SB World Tour Primera parada: Chicago, Illinois
29 de junio de 2014.
| Rango | Patinador         | Flujo | Control | Impacto | Puntaje |
| ----- | ----------------- | ----- | ------- | ------- | ------- |
| 1.º   | Nyjah Huston      | 8.9   | 34.6    | 8.9     | 52.4    |
| 2.º   | Luan Oliveira     | 7.8   | 35.7    | 8.8     | 52.3    |
| 3.º   | Shane O'Neill     | 8.2   | 32.6    | 9.8     | 50.6    |
| 4.º   | Torey Pudwill     | 7.5   | 32.7    | 8.3     | 48.5    |
| 5.º   | Bastien Salabanzi | 6.3   | 22.5    | 9.3     | 38.1    |
| 6.º   | Paul Rodríguez    | 8.2   | 15.2    | 8.5     | 31,9    |
| 7.º   | Matt Berger       | 6.5   | -       | 0       | 6.5     |
| 8     | Tommy Sandoval    | 6.2   | -       | -       | 6.2     |

### SLS Nike SB World Tour Parada dos: Los Ángeles, California
27 de julio de 2014.
| Rango | Patinador      | Flujo | Control | Impacto | Puntaje |
| ----- | -------------- | ----- | ------- | ------- | ------- |
| 1.º   | Nyjah Huston   | 8.3   | 34.1    | 8.6     | 51.0    |
| 2.º   | Chaz Ortiz     | 8.1   | 33.0    | 8.1     | 49.2    |
| 3.º   | Torey Pudwill  | 8.6   | 30,9    | 8.8     | 48.3    |
| 4.º   | Ryan Decenzo   | 8.6   | 24.5    | 7.5     | 40.6    |
| 5.º   | Luan Oliveira  | 8.0   | 19.1    | 8.6     | 35.7    |
| 6.º   | Shane O'Neill  | 8.7   | 16.3    | 8.5     | 33.5    |
| 7.º   | Paul Rodríguez | 8.3   | -       | 6.5     | 14.8    |
| 8     | Matt Berger    | 7.3   | -       | -       | 7.3     |

### Campeonato Mundial SLS Nike SB Super Crown: Newark, Nueva Jersey
24 de agosto de 2014.
| Rango | Patinador      | Flujo | Control | Impacto | Puntaje |
| ----- | -------------- | ----- | ------- | ------- | ------- |
| 1.º   | Nyjah Huston   | 8.6   | 33,9    | 9.0     | 51.5    |
| 2.º   | Torey Pudwill  | 8.5   | 33.7    | 6.7     | 48,9    |
| 3.º   | Ishod Wair     | 8.0   | 32.4    | 8.1     | 48.5    |
| 4.º   | Chaz Ortiz     | 7.9   | 25.4    | 8.9     | 42.2    |
| 5.º   | Matt Berger    | 7.4   | 25.2    | 9.2     | 41.8    |
| 6.º   | Paul Rodríguez | 7.4   | 22.3    | 7.5     | 37.2    |
| 7.º   | Luan Oliveira  | 8.9   | -       | 0       | 8.9     |
| 8     | Shane O'Neill  | 7.1   | -       | -       | 7.1     |

## Gira mundial SLS 2013

### SLS en los X Games Foz do Iguaçu, Brasil
18 al 21 de abril de 2013.
| Rango | Patinador         | Flujo | Control | Impacto | Puntaje |
| ----- | ----------------- | ----- | ------- | ------- | ------- |
| 1.º   | Nyjah Huston      | 8.3   | 8.6     | 31,9    | 48.8    |
| 2.º   | Sean Malto        | 8.3   | 7.9     | 23.6    | 39.8    |
| 3.º   | Torey Pudwill     | 8.3   | 7.2     | 20.7    | 36.2    |
| 4.º   | Luan Oliveira     | 8.4   | 9.7     | 16.5    | 34.6    |
| 5.º   | Chaz Ortiz        | 8.5   | 9.0     | 14.4    | 31,9    |
| 6.º   | Shane O'Neill     | 7.2   | 8.7     | 15.3    | 31.2    |
| 7.º   | Mikey Taylor      | 6.1   | 6.5     | -       | 12.6    |
| 8     | Tom Asta          | 5.1   | -       | -       | 5.1     |
| 9     | Ryan Sheckler     | 7.8   | -       | 16.4    | 24.2    |
| 10    | Pedro Ramondetta  | 5.1   | -       | 18.3    | 23.4    |
| 11    | Ishod Wair        | 6.5   | -       | 15.5    | 22.0    |
| 12    | Chris Cole        | 7.2   | -       | 14.6    | 21.8    |
| 13    | Pablo Rodríguez   | 7.6   | -       | 13.4    | 21.0    |
| 14    | Mate Molinero     | 5.6   | -       | 15.1    | 20.7    |
| 15    | David González    | 7.8   | -       | 12.5    | 20.3    |
| 16    | Austyn Gillette   | 5.4   | -       | 13.5    | 18.9    |
| 17    | Bastien Salabanzi | 2.0   | -       | 13.6    | 15.6    |
| 18    | Manny Santiago    | 5.2   | -       | 6.6     | 11.8    |
| 19    | Dylan Rieder      | 3.1   | -       | 7.2     | 10.3    |
| 20    | Rric Koston       | 2.1   | -       | 8.2     | 10.3    |
| 21    | Billy Marks       | 2.9   | -       | 5.6     | 8.5     |

### SLS en los X Games Barcelona, España
16 al 19 de mayo de 2013.
| Rango | Patinador         | Flujo | Control | Impacto | Puntaje |
| ----- | ----------------- | ----- | ------- | ------- | ------- |
| 1.º   | Nyjah Huston      | 7.9   | 9.1     | 33.4    | 50.4    |
| 2.º   | Paul Rodríguez    | 7.1   | 8.9     | 34.3    | 50.3    |
| 3.º   | Manny Santiago    | 6.4   | 8.3     | 33.0    | 47.7    |
| 4.º   | Sean Malto        | 7.1   | 8.1     | 22.7    | 37,9    |
| 5.º   | Luan Olivera      | 7.0   | 6.4     | 24.5    | 37,9    |
| 6.º   | Mikey Taylor      | 6.5   | 8.0     | 12.4    | 26,9    |
| 7.º   | Torey Puddle      | 6.7   | 6.0     | -       | 12.7    |
| 8     | Chris Cole        | 5.9   | -       | -       | 5.9     |
| 9     | Billy Marks       | 4.4   | -       | 21.3    | 25.7    |
| 10    | Tom Asta          | 6.6   | -       | 18.2    | 24.8    |
| 11    | Ryan Sheckler     | 8.5   | -       | 14.2    | 22.7    |
| 12    | Dylan Rieder      | 8.3   | -       | 8.8     | 17.1    |
| 13    | Mate Molinero     | 6.2   | -       | 10.1    | 16.3    |
| 14    | Shane O'Neill     | 8.3   | -       | 6.8     | 15.1    |
| 15    | Bastien Salabanzi | 7.6   | -       | 6.7     | 14.3    |
| 16    | Tommy Sandoval    | 5.5   | -       | 8.1     | 13.6    |
| 17    | Eric Koston       | 5.5   | -       | 4.9     | 10.4    |
| 18    | Kieran Shaw       | 2.2   | -       | 6.8     | 9.0     |
| 19    | Ishod Wair        | 6.0   | -       | 0.0     | 6.0     |
| 20    | Austyn Gillette   | 4.6   | -       | 0.0     | 4.6     |

### SLS en Kansas City, Misuri
| Rango | Patinador         | Flujo | Control | Impacto | Puntaje |
| ----- | ----------------- | ----- | ------- | ------- | ------- |
| 1.º   | Nyjah Huston      | 8.9   | 9.0     | 37.7    | 55.2    |
| 2.º   | Chris Cole        | 8.0   | 9.1     | 34.8    | 51,9    |
| 3.º   | Paul Rodríguez    | 7.3   | 9.4     | 34,0    | 50.7    |
| 4.º   | Dylan Rieder      | 8.0   | 8.0     | 32.7    | 48.7    |
| 5.º   | [Uan Olivera      | 8.4   | 8.4     | 31,9    | 48.7    |
| 6.º   | tom asta          | 7.8   | 8.0     | 19.9    | 35.7    |
| 7.º   | mikey taylor      | 5.9   | 5.6     | -       | 11.5    |
| 8     | Sean Malto        | 3.2   | -       | -       | 3.2     |
| 9     | Torey Pudwill     | 6.5   | -       | 18.8    | 25.3    |
| 10    | David González    | 4.6   | -       | 19.6    | 24.2    |
| 11    | Ishod Wair        | 6.6   | -       | 16.6    | 23.2    |
| 12    | mate molinero     | 5.9   | -       | 13.8    | 19.7    |
| 13    | tommy sandoval    | 5.9   | -       | 13.1    | 19.0    |
| 14    | Pedro Ramondetta  | 7.3   | -       | 11.6    | 18.9    |
| 15    | marcas de billy   | 6.4   | -       | 12.3    | 18.7    |
| 16    | Shane O'Neill     | 3.2   | -       | 15.1    | 18.3    |
| 17    | eric koston       | 5.7   | -       | 9.9     | 15.6    |
| 18    | Bastien Salabanzi | 7.5   | -       | 4.9     | 12.4    |

Truco con la puntuación más alta presentado por Monster Energy: Nyjah Houston
https://web.archive.org/web/20140116101632/http://streetleague.com/archives/kc-monster-highest-cored-trick-nyjah-huston/

### SLS en los X Games de Múnich, Alemania
27 al 30 de junio de 2013.
| Rango | Patinador         | Flujo | Control | Impacto | Puntaje |
| ----- | ----------------- | ----- | ------- | ------- | ------- |
| 1.º   | chris cole        | 8.9   | 8.8     | 33.6    | 51.2    |
| 2.º   | Pablo Rodríguez   | 8.6   | 9.2     | 25,5    | 43.3    |
| 3.º   | Luan Olivera      | 7.8   | 8.8     | 24.5    | 41.1    |
| 4.º   | Sean Malto        | 6.9   | 9.3     | 23.3    | 39.5    |
| 5.º   | Torey Pudwill     | 7.9   | 8.3     | 23.3    | 39.5    |
| 6.º   | Shane O'Neill     | 9.2   | 8.9     | 16.2    | 34.3    |
| 7.º   | Ishod Wair        | 7.7   | 7.5     | -       | 15.2    |
| 8     | Kieran Shaw       | 5.8   | -       | -       | 5.8     |
| 9     | tom asta]         | 7.8   | -       | 17.8    | 25.6    |
| 10    | tommy sandoval    | 6.1   | -       | 17.9    | 24.0    |
| 11    | mikey taylor      | 4.5   | -       | 19.3    | 23.8    |
| 12    | mate molinero     | 5.6   | -       | 17.4    | 23,9    |
| 13    | Youness Amrani    | 5.7   | -       | 8.5     | 14.2    |
| 14    | Bastien Salabanzi | 5.8   | -       | 8.0     | 13.8    |
| 15    | marcas de billy   | 6.4   | -       | -       | 6.4     |

### SLS en Portland, Oregón
14 de julio de 2013.
| Rango | Patinador         | Flujo | Control | Impacto | Puntaje |
| ----- | ----------------- | ----- | ------- | ------- | ------- |
| 1.º   | Pablo Rodríguez   | 8.1   | 9.3     | 30.6    | 48.0    |
| 2.º   | chris cole        | 8.6   | 9.4     | 29.5    | 47.5    |
| 3.º   | Luan Olivera      | 7.8   | 9.2     | 27.3    | 44.3    |
| 4.º   | Ishod Wair        | 9.0   | 9.1     | 21.8    | 39.9    |
| 5.º   | Shane O'Neill     | 7.3   | 8.7     | 17.5    | 33.5    |
| 6.º   | Sean Malto        | 8.1   | 9.5     | 8.5     | 15.7    |
| 7.º   | Torey Pudwill     | 7.3   | 8.4     | -       | 15.7    |
| 8     | Nyjah Huston      | 6.8   | -       | -       | 6.8     |
| 9     | austyn gillette   | 4.8   | -       | 17.1    | 21,9    |
| 10    | David González    | 6.6   | -       | 15.3    | 21,9    |
| 11    | tom asta          | 7.3   | -       | 14.4    | 21.7    |
| 12    | Dylan Rieder      | 7.5   | -       | 12.5    | 20.0    |
| 13    | tommy sandoval    | 6.8   | -       | 12.8    | 19.6    |
| 14    | eric koston       | 7.3   | -       | 10.7    | 18.0    |
| 15    | Pedro Ramondetta  | 6.0   | -       | 8.9     | 14.9    |
| 16    | Bastien Salabanzi | 8.6   | -       | 5.7     | 14.3    |
| 17    | marcas de billy   | 4.2   | -       | 7.7     | 11.9    |
| 18    | mate molinero     | 4.7   | -       | 4.5     | 9.2     |
| 19    | mikey taylor      | 7.7   | -       | 0.0     | 7.7     |
| 20    | Ryan Sheckler     | -     | -       | -       | DNP     |
| 21    | chaz Ortiz        | -     | -       | -       | DNP     |

### SLS en Los Ángeles, California
1 al 4 de agosto de 2013.
| Rango | Patinador         | Flujo | Control | Impacto | Puntaje |
| ----- | ----------------- | ----- | ------- | ------- | ------- |
| 1.º   | Nyjah Huston      | 8.7   | 9.1     | 35.2    | 53.0    |
| 2.º   | chris cole        | 7.3   | 7.8     | 29.5    | 44.6    |
| 3.º   | Luan Olivera      | 8.9   | 9.3     | 26,0    | 44.2    |
| 4.º   | ryan decenzo      | 7.8   | 8.2     | 22.3    | 38.3    |
| 5.º   | Shane O'Neill     | 7.4   | 8.9     | 16.8    | 33.1    |
| 6.º   | Pablo Rodríguez   | 7.2   | 9.1     | 16.5    | 32.8    |
| 7.º   | Torey Pudwill     | 6.4   | 8.2     | -       | 14.6    |
| 8     | Bastien Salabanzi | 6.1   | -       | -       | 6.1     |

### SLS Super Crown en Nueva Jersey
25 de agosto de 2013.
| Rango | Patinador       | Flujo | Control | Impacto | Puntaje |
| ----- | --------------- | ----- | ------- | ------- | ------- |
| 1.º   | chris cole      | 8.7   | 9.1     | 35,0    | 52.8    |
| 2.º   | Nyjah Huston    | 8.2   | 8.7     | 35.5    | 52.4    |
| 3.º   | Luan Oliveira   | 8.2   | 8.6     | 32.5    | 49.3    |
| 4.º   | Pablo Rodríguez | 9.0   | 8.7     | 27.1    | 44.8    |
| 5.º   | Sean Malto      | 8.5   | 9.2     | 17.8    | 35.5    |
| 6.º   | Shane O'Neill   | 8.0   | 8.5     | 8.3     | 24.8    |
| 7.º   | Torey Pudwill   | 5.7   | 8.1     | -       | 13.8    |
| 8     | mikey taylor    | 4.6   | -       | -       | 4.6     |

 2013: Ganador general, Campeón mundial Super Crown - Chris Cole
Premio al truco de puntuación más alta, presentado por Monster Energy - (9.9) Shane O'Neill, Switch Double 360 Flip
Clip de truco con la puntuación más alta http://streetleague.com/ondemand/? (enlace roto disponible en Internet Archive; véase el historial, la primera versión y la última). __mr_id=67930 (enlace roto disponible en Internet Archive; véase el historial, la primera versión y la última).
Premios Street League 2013: Premios Street League Skateboarding (enlace roto disponible en Internet Archive; véase el historial, la primera versión y la última).

## Gira mundial SLS 2012

### SLS en Kansas City, Misuri
19 de mayo de 2012.
| Rank | Skater             | Run  | Best Trick | Big   | Score |
| ---- | ------------------ | ---- | ---------- | ----- | ----- |
| 1st  | Nyjah Huston       | 0    | 9.9        | 100.0 | 46.7  |
| 2nd  | Bastien Salabanzi  | 7.4  | 8.7        | 31.7  | n/a   |
| 3rd  | Chaz Ortiz         | 8.3  | 9.8        | 27    | n/a   |
| 4th  | Paul Rodríguez Jr. | 6.7  | 9.2        | 26.6  | n/a   |
| 5th  | Chris Cole         | 7.1  | 8.9        | 23.8  | 42    |
| 6th  | Ryan Sheckler      | 7.1  | 8.3        | 14.3  | 29.7  |
| 7th  | Sean Malto         | 6.6  | 8          | n/a   | 14.6  |
| 8th  | Mikey Taylor       | 6.5  | n/a        | n/a   | 6.5   |
| 9th  | Luan de Oliveira   | n/a  | n/a        | n/a   | 6.9   |
| 10th | Billy Marks        | n/a  | n/a        | n/a   | 6.8   |
| 11th | Austyn Gillette    | n/a  | n/a        | n/a   | 6.7   |
| 12th | Tommy Sandoval     | n/a  | n/a        | n/a   | 4.7   |
| 13th | Tom Asta           | 5.0  | n/a        | 13.4  | 18.4  |
| 14th | Dylan Rieder       | 2.2  | n/a        | 15.8  | 18.0  |
| 15th | Shane O'neill      | 7.8  | n/a        | 7.1   | 14.9  |
| 16th | David González     | 4.9  | n/a        | 9.3   | 14.2  |
| 17th | Matt Miller        | 5.6  | n/a        | 7.8   | 13.9  |
| 18th | Ishod Wair         | 5.6  | n/a        | 7.2   | 12.8  |
| 20th | Eric Koston        | 3.7  | n/a        | 6.2   | 9.9   |
| 21st | Torey Pudwill      | 6.7  | n/a        | inj.  | 6.7   |
| 22nd | Mark Appleyard     | 4.1  | n/a        | 1.0   | 5.1   |
| 23rd | Mike Mo Capaldi    | 3.4  | n/a        | 0.0   | 3.4   |
| 24th | Peter Ramondetta   | inj. | inj.       | inj.  | inj.  |

### SLS en Ontario, California
16 de junio de 2012.
| Rank  | Skater            | Run | Best Trick | Big  | Score |
| ----- | ----------------- | --- | ---------- | ---- | ----- |
| 1st   | Nyjah Huston      | 9.2 | 9.8        | 29.2 | 47.7  |
| 2nd   | Chaz Ortiz        | 8.7 | 9          | 25.5 | 46.2  |
| 3rd   | Sean Malto        | 7.2 | 7.1        | 31.6 | 45.9  |
| 4th   | Luan de Oliveira  | 8.9 | 8.3        | 23.2 | 40.4  |
| 5th   | Paul Rodríguez    | 8   | 8.9        | 20.6 | 37.5  |
| 6th   | Peter Ramondetta  | 6.3 | 7.8        | 14.9 | 29    |
| 7th   | David González    | 7.2 | 6.8        | n/a  | 14    |
| 8th   | Tommy Sandoval    | 3.9 | n/a        | n/a  | 3.9   |
| 9th   | Mikey Taylor      | n/a | n/a        | n/a  | 7.7   |
| 10th  | Chris Cole        | n/a | n/a        | n/a  | 7.6   |
| 11th  | Eric Koston       | n/a | n/a        | n/a  | 5.6   |
| 12th  | Matt Miller       | n/a | n/a        | n/a  | 4.1   |
| 13th  | Billy Marks       | 6.5 | n/a        | 16.3 | 22.8  |
| 114th | Ishod Wair        | 7.6 | n/a        | 14.2 | 21.8  |
| 15th  | Bastien Salabanzi | 6.4 | n/a        | 14.5 | 20.9  |
| 16th  | Tom Asta          | 7.4 | n/a        | 13.2 | 20.6  |
| 17th  | Shane O'neill     | 8.0 | n/a        | 8.2  | 16.2  |
| 18th  | Ryan Sheckler     | 8.3 | n/a        | 6.4  | 14.7  |
| 19th  | Austyn Gillette   | 7.1 | n/a        | 7.6  | 14.7  |
| 20th  | Mark Appleyard    | 4.1 | n/a        | 9.6  | 13.7  |
| 21st  | Dylan Rieder      | 5.5 | n/a        | 7.2  | 12.7  |
| 22nd  | Mike Mo Capaldi   | 4.9 | n/a        | 6.3  | 11.2  |
| 23rd  | Jimmy Carlin      | 1.4 | n/a        | 5.8  | 7.2   |
| 24th  | Torey Pudwull     | 1.7 | n/a        | inj. | 1.7   |

### SLS en Glendale, Arizona
15 de julio de 2012.
| Rank | Skater            | Run | Best Trick | Big  | Score |
| ---- | ----------------- | --- | ---------- | ---- | ----- |
| 1st  | Paul Rodríguez    | 6.8 | 9          | 29.9 | 45.7  |
| 2nd  | Chris Cole        | 7.3 | 9.1        | 26.7 | 43.1  |
| 3rd  | Ryan Sheckler     | 7.8 | 8.2        | 24.5 | 40.5  |
| 4th  | Nyjah Huston      | 6.6 | 8.6        | 23.2 | 38.4  |
| 5th  | Shane O'Neill     | 8.1 | 9.5        | 15.2 | 32.8  |
| 6th  | Sean Malto        | 7.6 | 8.2        | 12.8 | 28.6  |
| 7th  | Luan de Oliveira  | 6.8 | 7.8        | n/a  | 14.6  |
| 8th  | Torey Pudwill     | 4.6 | n/a        | n/a  | 4.6   |
| 9th  | Bastien Salabanzi | 7.6 | n/a        | n/a  | 7.6   |
| 10th | David González    | 6.9 | n/a        | n/a  | 6.9   |
| 11th | Chaz Ortiz        | 5.5 | n/a        | n/a  | 5.5   |
| 12th | Mikey Taylor      | 4.3 | n/a        | n/a  | 4.3   |
| 13th | Ishod Wair        | 6.3 | n/a        | 20.2 | 26.5  |
| 14th | Tommy Sandoval    | 4.4 | n/a        | 21.2 | 25.6  |
| 15th | Billy Marks       | 2.8 | n/a        | 21.7 | 24.5  |
| 16th | Tom Asta          | 7.0 | n/a        | 15.4 | 22.4  |
| 17th | Peter Ramondetta  | 5.9 | n/a        | 9.8  | 15.7  |
| 18th | Jimmy Carlin      | 4.7 | n/a        | 6.9  | 11.6  |
| 19th | Mark Appleyard    | 4.1 | n/a        | 5.3  | 9.4   |
| 20th | Austyn Gillette   | 4.3 | n/a        | 4.4  | 8.7   |
| 21st | Mike Mo Capaldi   | 0.3 | n/a        | 6.2  | 6.5   |
| 22nd | Dylan Rieder      | 1.1 | n/a        | 3.8  | 4.9   |
| 23rd | Matt Miller       | 4.4 | n/a        | 0.0  | 4.4   |
| 24th | Eric Koston       | n/a | n/a        | n/a  | n/a   |

### SLS en Newark, Nueva Jersey
26 de agosto de 2012.
| Rango | Patinador         | Correr | El mejor truco | Grande | Puntaje |
| ----- | ----------------- | ------ | -------------- | ------ | ------- |
| 1.º   | Nyjah Huston      | 8.7    | 8.7            | 31.1   | 48.5    |
| 2.º   | chris cole        | 7.7    | 9.3            | 29.1   | 46.1    |
| 3.º   | chaz Ortiz        | 8.4    | 8.2            | 28.3   | 44,9    |
| 4.º   | Pablo Rodríguez   | 8.5    | 9.6            | 23.2   | 41.3    |
| 5.º   | Ryan Sheckler     | 8.6    | 8.4            | 23.5   | 40.5    |
| 6.º   | Bastien Salabanzi | 7.0    | 8.7            | 16.4   | 32.1    |
| 7.º   | Sean Malto        | 7.2    | 8.1            | n / A  | 15.3    |
| 8     | Luán de Oliveira  | 6.7    | n / A          | n / A  | 6.7     |

2012: Ganador absoluto - Nyjah Houston

## Gira mundial SLS 2011

### SLS en Seattle, Washington
7 y 8 de mayo de 2011. Halfonso anotó 104,6 puntos en la primera parada en Seattle, Washington.
| Rank | Skater             | Technical | Line | Big  | Score |
| ---- | ------------------ | --------- | ---- | ---- | ----- |
| 1st  | Nyjah Huston       | 34.6      | 28.6 | 41.4 | 34.9  |
| 2nd  | Shane O'Neill      | 7.2       | 6.2  | 25.4 | 26.0  |
| 3rd  | Chaz Ortiz         | 5.0       | 5.7  | 31.3 | 25.7  |
| 4th  | Ryan Sheckler      | 5.8       | 5.3  | 29.1 | 24.7  |
| 5th  | Torey Pudwill      | 7.7       | 6.6  | 27.2 | 24.6  |
| 6th  | Chris Cole         | 5.8       | 6.5  | 23.0 | 21.9  |
| 7th  | Billy Marks        | 7.2       | 4.7  | 13.9 | 20.5  |
| 8th  | Mike Mo Capaldi    | 6.2       | 5.4  | 18   | 19.2  |
| 9th  | Mike Taylor        | 6.4       | 5.2  | 25.4 | 18    |
| 10th | Paul Rodríguez     | 5.9       | 6.5  | 17.9 | 11.1  |
| 11th | Tommy Sandoval     | 4.4       | 4.9  | 23.6 | 17.6  |
| 12th | David González     | 5.8       | 2.8  | 17.6 | 15.3  |
| 13th | Nick Dompierre     | 3.9       | 5.5  | 20.6 | 14.3  |
| 14th | Dylan Rieder       | 6.9       | 7.9  | 5.8  | 14.2  |
| 15th | Peter Romendetta   | 3.9       | 6.0  | 16.9 | 14.1  |
| 16th | Eric Koston        | 5.0       | 5.3  | 6.8  | 11.3  |
| 17th | Mark Appleyard     | 2.5       | 3.3  | 18.2 | 11.2  |
| 18th | Braydon Szafranski | 5.0       | 0.0  | 0.0  | 5.0   |
| 19th | PJ Ladd            | 4.6       | 0.0  | 0.0  | 2.9   |
| 20th | Brandon Beibel     | inj.      | inj. | inj. | inj.  |
| 21st | Marc Johnson       | inj.      | inj. | inj. | inj.  |
| 22nd | Terry Kennedy      | inj.      | inj. | inj. | inj.  |
| 23rd | Sean Malto         | inj.      | inj. | inj. | inj.  |
| 24th | Luan de Oliveira   | inj.      | inj. | inj. | inj.  |

### SLS en Kansas City, Misuri
11 y 12 de junio de 2011.
La segunda parada en Kansas City, Misuri, la ganó Houston, quien anotó 72,6 puntos para su segunda victoria del año.
| Rank | Skater             | Technical | Line | Big  | Score |
| ---- | ------------------ | --------- | ---- | ---- | ----- |
| 1st  | Nyjah Huston       | 9.4       | 29   | 34.2 | 31.6  |
| 2nd  | Chris Cole         | 8.1       | 20.8 | 38.2 | 29.5  |
| 3rd  | Chaz Ortiz         | 7.6       | 32   | 24.2 | 28.1  |
| 4th  | Sean Malto         | 7.7       | 29.5 | 26.2 | 27.9  |
| 5th  | Ryan Sheckler      | 8.8       | 21.7 | 31.3 | 26.5  |
| 6th  | Torey Pudwill      | 9.1       | 15.8 | 32.3 | 24.1  |
| 7th  | Mikey Taylor       | 8.5       | 13.4 | n/a  | 13.4  |
| 8th  | Billy Marks        | 8.2       | 11.9 | n/a  | 11.9  |
| 9th  | Paul Rodríguez     | 6.2       | 7.4  | 24.2 | n/a   |
| 10th | Shane O'Neill      | 7.1       | 5.9  | 18.9 | 16.9  |
| 11th | Nick Dompierre     | 5.8       | 3.8  | 20.8 | 16.9  |
| 12th | David González     | 5.3       | 6.6  | 18.0 | 16.7  |
| 13th | Mike Mo Capaldi    | 7.3       | 4.9  | 11.5 | 13.6  |
| 14th | Luan de Oliveira   | 5.8       | 6.5  | 3.6  | 13.2  |
| 15th | Dylan Reider       | 6.0       | 6.5  | 7.1  | 12.8  |
| 16th | Tommy Sandoval     | 4.9       | 3.8  | 6.9  | 11.4  |
| 17th | Peter Ramondetta   | 4.9       | 3.9  | 4.7  | 11.4  |
| 18th | Mark Appleyard     | 4.3       | 3.5  | 7.6  | 10.6  |
| 19th | Braydon Szafranski | 5.7       | 6.0  | 0.0  | 8.1   |
| 20th | PJ Ladd            | 6.3       | 6.0  | 0.0  | 7.1   |
| 21st | Brandon Biebel     | inj.      | inj. | inj. | inj.  |
| 22nd | Marc Johnson       | inj.      | inj. | inj. | inj.  |
| 23rd | Terry Kennedy      | inj.      | inj. | inj. | inj.  |
| 24th | Eric Koston        | inj.      | inj. | inj. | inj.  |

### SLS en Glendale, Arizona
16 y 17 de julio de 2011.
La tercera parada, en Glendale, Arizona, la ganó Houston, que anotó 77,8 puntos; la victoria fue la cuarta de Houston.
| Rank | Skater             | Technical | Line | Big  | Score |
| ---- | ------------------ | --------- | ---- | ---- | ----- |
| 1st  | Nyjah Huston       | 8.9       | 7.8  | 38.3 | 34.5  |
| 2nd  | Ryan Sheckler      | 8         | 7.6  | 19.9 | 29.5  |
| 3rd  | Chris Cole         | 8.4       | 5.6  | 27.4 | 25.6  |
| 4th  | Paul Rodríguez     | 7.2       | 5.6  | 17.6 | 20.8  |
| 5th  | Shane O'Neill      | 8.0       | 5.6  | 24.6 | 18.9  |
| 6th  | Billy Marks        | 7.4       | 7.5  | 20.6 | 16.9  |
| 7th  | Luan de Oliveira   | 8.3       | 8.2  | 18.0 | 14.6  |
| 8th  | Tommy Sandoval     | 7.9       | 4.9  | 25.1 | 11.1  |
| 9th  | Chaz Ortiz         | 6.9       | 5.3  | 5.8  | n/a   |
| 10th | Eric Koston        | 6.1       | 6.9  | 6.7  | n/a   |
| 11th | Sean Malto         | 7.2       | 6.3  | 20.5 | 27.5  |
| 12th | Mikey Taylor       | 5.5       | 4.6  | 15.1 | 16.0  |
| 13th | Peter Romendetta   | 5.7       | 5.8  | 13.8 | 13.4  |
| 14th | Mike Mo Capaldi    | 2.3       | 5.7  | 14.5 | 11.2  |
| 15th | Mark Appleyard     | 5.2       | 2.8  | 14.2 | 10.0  |
| 16th | Dylan Rieder       | 7.0       | 0.0  | 4.7  | 7.4   |
| 17th | Braydon Szafranski | 1.0       | 4.3  | n/a  | 3.0   |
| 18th | Brandon Biebel     | inj.      | inj. | inj. | inj.  |
| 19th | Nick Dompierre     | inj.      | inj. | inj. | inj.  |
| 20th | David González     | inj.      | inj. | inj. | inj.  |
| 21st | Marc Johnson       | inj.      | inj. | inj. | inj.  |
| 22nd | Terry Kennedy      | inj.      | inj. | inj. | inj.  |
| 24th | Torey Pudwill      | inj.      | inj. | inj. | inj.  |

### SLS en Newark, Nueva Jersey
28 de agosto de 2011.
Malto, con un puntaje de 81.2, se convirtió en el Campeón de la Liga Callejera de 2011 al ganar la parada 4 del año.
| Rango | Patinador       | Técnico | Línea | Grande | Puntaje |
| ----- | --------------- | ------- | ----- | ------ | ------- |
| 1.º   | Sean Malto      | 8.6     | 28.3  | 44.3   | 81.2    |
| 2.º   | Nyjah Huston    | 8.6     | 19.2  | 51.5   | 79.4    |
| 3.º   | chris cole      | 7.9     | 28    | 35.1   | 71      |
| 4.º   | chaz Ortiz      | 9.3     | 24.7  | 21.5   | 55.5    |
| 5.º   | Pablo Rodríguez | 8.8     | 18.1  | 15     | 41,9    |
| 6.º   | mikey taylor    | 8.2     | 14.5  | 10.1   | 32.8    |
| 7.º   | marcas de billy | 8.1     | 12.9  | n / A  | 21      |
| 8     | Shane O'Neill   | 7.7     | 10.6  | n / A  | 18.3    |
| 9     | Ryan Sheckler   | 7.3     | n / A | n / A  | n / A   |
| 10    | Mike Mo Capaldi | n / A   | n / A | n / A  | n / A   |

2011: Ganador general, Campeón mundial Super Crown - Sean Malto

## Gira mundial SLS 2010

### SLS en Glendale, Arizona
28 de agosto de 2010.
Nyjah Huston obtuvo el primer lugar en el primer concurso de Street League en Glendale, Arizona, con una puntuación de 116.0
| Rango | Patinador        | Creativo  | Línea     | Técnico   | Grande    | Puntaje   |
| ----- | ---------------- | --------- | --------- | --------- | --------- | --------- |
| 1.º   | Nyjah Huston     | 24.5      | 35.7      | 20.7      | 35.1      | 116       |
| 2.º   | Shane O'Neill    | 28,9      | 33        | 27,9      | 28.4      | 114.9     |
| 3.º   | Torey Pudwill    | 23.3      | 29.3      | 31        | 29.3      | 112.8     |
| 4.º   | Sean Malto       | 23        | 32,9      | 23.4      | 31.7      | 111       |
| 5.º   | chris cole       | 30.7      | 24.4      | 23.8      | 35,9      | 109.6     |
| 6.º   | chaz Ortiz       | 21.6      | 29.7      | 22.6      | 25        | 102.2     |
| 7.º   | Pablo Rodríguez  | 23.3      | 19.2      | 25.7      | 21,9      | 100.1     |
| 8     | Greg Lutzka      |           |           |           |           |           |
| 9     | Pedro Ramondetta |           |           |           |           |           |
| 10    | Ryan Sheckler    |           |           |           |           |           |
| 11    | eric koston      |           |           |           |           |           |
| 12    | marcas de billy  |           |           |           |           |           |
| 13    | mikey taylor     |           |           |           |           |           |
| 14    | PJ Ladd          |           |           |           |           |           |
| 15    | tommy sandoval   |           |           |           |           |           |
| 16    | Dylan Rieder     |           |           |           |           |           |
| 17    | marca appleyard  |           |           |           |           |           |
| 18    | terry kennedy    |           |           |           |           |           |
| 19    | Nick Dompierre   |           |           |           |           |           |
| 20    | Brandon Biebel   |           |           |           |           |           |
| 21    | David González   |           |           |           |           |           |
| 22    | Mike Mo Capaldi  |           |           |           |           |           |
| 23    | marc johnson     | inyección | inyección | inyección | inyección | inyección |
| 24    | Luán de Oliveira | inyección | inyección | inyección | inyección | inyección |

### SLS en Ontario, California
11 de septiembre de 2010.
El primer lugar de la parada de 2010 en Ontario, California, fue otorgado a Sean Malto, quien obtuvo 120,4 puntos
| Rango | Patinador        | Creativo  | Línea     | Técnico   | Grande    | Puntaje   |
| ----- | ---------------- | --------- | --------- | --------- | --------- | --------- |
| 1.º   | Sean Malto       | 31.3      | 31        | 23.5      | 21.5      | 120.4     |
| 2.º   | chaz Ortiz       | 34.2      | 32.4      | 30.3      | 34.6      | 118.4     |
| 3.º   | Nyjah Huston     | 32.7      | 24.3      | 22.7      | 26.2      | 105.9     |
| 4.º   | Ryan Sheckler    | 29.2      | 20.3      | 27.3      | 17.7      | 103.7     |
| 5.º   | chris cole       | 23.1      | 22.2      | 31.8      | 20        | 97.1      |
| 6.º   | Pablo Rodríguez  | 29.6      | 26.7      | 22.4      | 26,9      | 96.4      |
| 7.º   | Greg Lutzka      | 30        | 21        | 18        | 8.6       | 77.6      |
| 8     | Shane O'neil     |           |           |           |           |           |
| 9     | mikey taylor     |           |           |           |           |           |
| 10    | Tory Pudwill     |           |           |           |           |           |
| 11    | eric koston      |           |           |           |           |           |
| 12    | marcas de billy  |           |           |           |           |           |
| 13    | marca appleyard  |           |           |           |           |           |
| 14    | David González   |           |           |           |           |           |
| 15    | tommy sandoval   |           |           |           |           |           |
| 16    | terry kennedy    |           |           |           |           |           |
| 17    | PJ Ladd          |           |           |           |           |           |
| 18    | Brandon Biebel   |           |           |           |           |           |
| 19    | marc johnson     |           |           |           |           |           |
| 20    | Dylan Rieder     |           |           |           |           |           |
| 21    | Mike Mo Capaldi  |           |           |           |           |           |
| 22    | Nick Dompierre   |           |           |           |           |           |
| 23    | Luán de Oliveira | inyección | inyección | inyección | inyección | inyección |
| 24    | Pedro Ramondetta | inyección | inyección | inyección | inyección | inyección |

### SLS en Las Vegas, Nevada
25 de septiembre de 2010.
Shane O'Neill, con 146,0 puntos, ganó la última parada de 2010 en Las Vegas, Nevada.
| Rank | Skater           | Creative | Line | Technical | Big  | Score |
| ---- | ---------------- | -------- | ---- | --------- | ---- | ----- |
| 1st  | Shane O'Neill    | 40.9     | 34.4 | 31.8      | 38.9 | 146   |
| 2nd  | Chris Cole       | 30.6     | 39.2 | 36.2      | 37.8 | 143.8 |
| 3rd  | Nyjah Huston     | 35.6     | 36.3 | 26.2      | 25.1 | 123.2 |
| 4th  | Chaz Ortiz       | 40.9     | 30   | 27.2      | 17.5 | 115.6 |
| 5th  | Ryan Sheckler    | 35.1     | 25   | 26.4      | 28   | 114.5 |
| 6th  | Paul Rodríguez   | 26.9     | 20.6 | 34.4      | 24.8 | 106.7 |
| 7th  | Greg Lutzka      | 31.5     | 14.5 | 23.1      | 12.2 | 81.3  |
| 8th  | Torey Pudwill    | 6.8      | 6.1  | 6.7       | 35.3 | 94.4  |
| 9th  | Sean Malto       | 5.0      | 5.4  | 4.9       | 26.9 | 93.0  |
| 10th | Mikey Taylor     | 5.9      | 5.5  | 5.3       | 34.5 | 91.7  |
| 11th | David González   | 5.2      | 4.8  | 4.7       | 24.6 | 89.7  |
| 12th | Eric Koston      | 5.2      | 4.8  | 4.7       | 24.6 | 84.7  |
| 13th | Billy Marks      | 6.4      | 4.4  | 4.7       | 9.9  | 59.3  |
| 14th | Mark Appleyard   | 5.4      | 4.0  | 5.4       | 7.3  | 49.7  |
| 15th | Nick Dompierre   | 6.6      | 5.7  | 4.7       | n/a  | 49.4  |
| 16th | Marc Johnson     | 5.7      | 4.7  | 5.1       | n/a  | 38.1  |
| 17th | Brandon Biebel   | 0.0      | 3.7  | 6.9       | n/a  | 36.1  |
| 18th | Dylan Rieder     | 5.5      | 4.8  | 0.0       | 14.6 | 34.4  |
| 19th | Tommy Sandoval   | 6.4      | 5.0  | 4.9       | n/a  | 29.1  |
| 20th | PJ Ladd          | 0.0      | 3.7  | 6.3       | n/a  | 16.4  |
| 21st | Terry Kennedy    | 2.9      | 0.0  | 5.2       | n/a  | 12.9  |
| 22nd | Mike Mo Capaldi  | 0.0      | n/a  | 0.0       | n/a  | n/a   |
| 23rd | Luan de Oliveira | inj.     | inj. | inj.      | inj. | inj.  |
| 24th | Peter Ramondetta | inj.     | inj. | inj.      | inj. | inj.  |

2010: Ganador absoluto, Campeón mundial Super Crown - Nyjah Houston 